# اکسل توپین
اکسل توپین (انگلیسی: Axel Toupane؛ زادهٔ ۲۳ ژوئیهٔ ۱۹۹۲) بازیکن بسکتبال اهل فرانسه است.
از باشگاه‌هایی که در آن بازی کرده‌است می‌توان به دنور ناگتس اشاره کرد.
وی در مسابقات کشوری و بین‌المللی در مجموع برندهٔ ۱ مدال نقره، ۲ مدال برنز شده‌است.